# Distretto di Bor
Il distretto di Bor (in serbo Борски управни округ?) è un distretto della Serbia centrale.

## Comuni
Il distretto si divide in quattro comuni:
- Bor
- Kladovo
- Majdanpek
- Negotin